# 小山五郎
小山 五郎（こやま ごろう、1909年3月25日 - 2006年3月2日）は、日本の銀行家。三井銀行（現：三井住友銀行）の社長、会長を歴任した。位階は従三位。

## 来歴・人物
群馬県太田市出身。1932年に東京帝国大学経済学部卒業後、三井銀行入行。
三井グループの命取りになりかねなかったイラン・ジャパン石油化学（IJPC）の後始末で尽力したが、この件では旧制静岡高校の同窓だった中曽根康弘（元内閣総理大臣）の協力を取りつけたとも言われている。
三越、鐘淵化学工業（現：カネカ）の再建では黒幕的調整役として手腕を発揮、江戸英雄と共に三井グループの長老として崇敬されたが頑固な性格から、ケンカ五郎と呼ばれ、また、人斬り五郎、三井の首領（ドン）などともいわれた。
2006年3月2日、心不全のため東京都内の病院で死去。96歳没。日本経済新聞はその訃報で、「火中の栗を拾う『剛腕』 - 戦後の三井をリード」と評し、また、旧日本興業銀行の中山素平・旧日本長期信用銀行の杉浦敏介らに続く死により、戦後金融界のドンはほぼ鬼籍に入ったと伝えた。
無類のプロレスファンとして知られ、どんなに多忙であってもテレビのプロレス中継を欠かさず観ていた。また、絵画を趣味としており、少年時代は画家を目指していたほどであった。三井銀行入行後も多忙を極める中、キャンパスに向かってコツコツと絵画制作をしていたという逸話が残る。没後に作品の展覧会がカメイ美術館（宮城県仙台市）にて開催されている。
日本を守る国民会議顧問も務めた。

## 略歴
- 旧制太田中学（現・群馬県立太田高等学校）、旧制静岡高校（現・静岡大学）出身。
- 1932年 東京帝国大学経済学部を卒業し、三井銀行に入行。丸の内支店長、大阪支店長を歴任。
- 1968年 三井銀行社長に就任。
- 1971年 全国銀行協会連合会会長に就任。
- 1973年 東京商工会議所副会頭に就任（ - 1985年）
- 1974年 三井銀行会長に就任。
- 1982年 三井銀行取締役相談役に退く。
- 1990年 三井銀行と太陽神戸銀行の合併の際、当時、社長だった末松謙一を支援し、さくら銀行の成立を実現した。
- 2006年3月2日 心不全のため、東京都内の病院で死去[1]。96歳没。墓所は青山霊園。

## 三越岡田社長解任事件
三越が1982年に公正取引委員会からの審決・「古代ペルシア秘宝展」の偽物騒ぎ・愛人への不当な利益供与などスキャンダルが続出した際（三越事件）、三越の社外取締役として岡田茂社長に辞職を勧めるが、岡田は語気を強めて五郎の提案を拒否。これを機に経営陣への根回しを行い、9月の岡田社長解任につなげる重要な役割を果たした。これについては高杉良が『王国の崩壊』（光文社、1984年、 徳間文庫、2000年）として上梓している。

## 家族・親族
妻は小山完吾の娘で、福澤諭吉の曾孫。五郎は群馬県多額納税者の大島戸一(大島堅造の兄)の五男で、結婚により小山家の婿養子となった。長男は東芝に、次男は東レに勤務していた。いとこに大蔵官僚の大島寛一。

## 賞詞

### 日本国
- 藍綬褒章（1972年）
- 勲一等瑞宝章（1981年）
- 紺綬褒章（1982年）
- 従三位（2006年）

### 外国
- タイ王国勲一等王冠章（1982年）
- タイ王国勲一等白象大綬章（1988年）
- インド・パドマ・ブーシャン勲章（1992年）